# Зимова сплячка (фільм)
«Зимова сплячка» (тур. Kış Uykusu) — фільм-драма 2014 року, поставлений турецьким режисером Нурі Більге Джейланом за мотивами оповідання А. П. Чехова «Дружина». Світова прем'єра стрічки відбулася 16 травня 2014 року на 67-му Каннському міжнародному кінофестивалі, де вона здобула головний приз — «Золоту пальмову гілку» та Приз ФІПРЕССІ. Фільм брав участь у відборі від Туреччини на здобуття премії «Оскар» у категорії «Найкращий фільм іноземною мовою», але не потрапив до числа номінантів.

## Сюжет
Колишній актор Айдин, вийшовши на пенсію, утримує невеликий готель «Отелло» в Анатолії, який він отримав у спадок. Колись Айдин був неймовірно талановитим актором, який деякий час просто купався у славі, але як виявилося, з часом усе проходить. Тепер чоловік займається власним бізнесом, веде оглядову колонку місцевої газети та мріє написати серйозну працю з історії турецького театру. Проте, незважаючи на зимову відсутність постояльців, робота над книгою стоїть на місці. Його розлучена сестра Некла нарікає, що брат не прагне зайняти помітніше становище в суспільстві. Молода дружина Айдина Нихаль займається добродійністю: збирає кошти на ремонт шкіл, ревно охороняючи свою автономність від усіх, включаючи ненависного чоловіка.
Одного разу містечко накриває велика хмара, яка викликала небувалий снігопад. З готелю від'їжджають постояльці і тепер Айдин залишається абсолютно відрізаним від цивілізації. Сім'я занурюється немов у зимову сплячку і кожен з її членів залишаюється зі своїми думками наодинці.

## У ролях
| • Халук Більгінер | … | Айдин   |
| • Меліса Сьозен   | … | Ніхал   |
| • Серхат Килич    | … | Хамді   |
| • Демет Акбаг     | … | Неджла  |
| • Айберк Пеккан   | … | Хідайєт |
| • Неджат Ішлер    | … | Ісмаїл  |
| • Тамер Левент    | … | Суаві   |

## Виробництво

### Знімальна група
- Автори сценарію — Ебру Джейлан, Нурі Більге Джейлан
- Режисер-постановник — Нурі Більге Джейлан
- Продюсери — Зейнеп Озбатур Атаман, Музаффер Йилдірім
- Співпродюсери — Ремі Бура, Мустафа Док, Александр Малле-Гай
- Оператор — Гекхан Тір'які
- Монтаж — Нурі Більге Джейлан, Бора Гексінгель
- Художник-постановник — Гамзе Кас

Фільм знято турецькою кінокомпанією «NBC Film» в співпраці з турецьким «Zeynofilm», німецьким «Bredok Film Production» і французьким «Memento Films». На зйомки також було виділено 450 000 євро європейським фондом «Eurimages». Зйомки фільму відбувалися упродовж двох зимових місяців у Каппадокії, після чого чотири тижні велися роботи над студійними сценами в Стамбулі.
У фільмі в дуже декларативній формі присутні відсилання до російської літературної класики (Толстой, Достоєвський, Чехов). Сцена спалювання грошей безпосередньо запозичена з роману «Ідіот».

## Нагороди та номінації
У цілому фільм отримав 18 національних та міжнародних фестивальних та професійних кінонагород та 28 номінацій
| Список нагород та номінацій         | Список нагород та номінацій | Список нагород та номінацій      | Список нагород та номінацій       | Список нагород та номінацій | Список нагород та номінацій |
| Кінопремія                          | Дата церемонії              | Категорія                        | Номінант(и)                       | Результат                   | Дж                          |
| ----------------------------------- | --------------------------- | -------------------------------- | --------------------------------- | --------------------------- | --------------------------- |
| Каннський міжнародний кінофестиваль | 2014                        | Золота пальмова гілка            | Зимова сплячка                    | Перемога                    | [ 3 ]                       |
| Каннський міжнародний кінофестиваль | 2014                        | Приз ФІПРЕССІ                    | Зимова сплячка                    | Перемога                    | [ 3 ]                       |
| Синдикат французьких кінокритиків   | 2014                        | Найкращий іноземний фільм        | Зимова сплячка                    | Перемога                    |                             |
| Міжнародний кінофестиваль в Хайфі   | 2014                        | Приз Золотий якір                | Зимова сплячка                    | Перемога                    |                             |
| Сіднейський кінофестиваль           | 2014                        | Приз глядацьких симпатій         | Зимова сплячка                    | Перемога                    |                             |
| Премія Європейської кіноакадемії    | 2014                        | Найкращий європейський фільм     | Зимова сплячка                    | Номінація                   |                             |
| Премія Європейської кіноакадемії    | 2014                        | Найкращий європейський режисер   | Нурі Більге Джейлан               | Номінація                   |                             |
| Премія Європейської кіноакадемії    | 2014                        | Найкращий європейський сценарист | Ебру Джейлан, Нурі Більге Джейлан | Номінація                   |                             |
| Премія «Сезар»                      | 20.02.2015                  | Найкращий фільм іноземною мовою  | Зимова сплячка                    | Номінація                   |                             |
| Премія «Боділ»                      | 2015                        | Найкращий неамериканський фільм  | Зимова сплячка                    | Номінація                   |                             |